# Фарнеби, Жиль
Жиль (Джайлз) Фа́рнеби (англ. Giles Farnaby; ок. 1563 — 25 ноября 1640, Лондон) — английский композитор, видный представитель школы вирджиналистов. 

## Очерк биографии и творчества
Биографические сведения скудны. В 1580-е годы обучился плотницкому ремеслу и вероятно изготавливал вирджиналы. Бакалавр музыки (Оксфордский университет, 1592). В том же году опубликовал свои первые сочинения — 9 многоголосных (протестантских) псалмов, в 1598 — сборник четырёхголосных канцонетт. 
Сочинения Фарнеби неровны по своим художественным достоинствам. Недостаток профессионального мастерства (особенно заметного в почти полном отсутствии имитационно-полифонической техники) он восполнял природной интуицией, темпераментом и изобретательностью, сообщавшим его музыке своеобразие индивидуальности. Из его сохранившихся 54 клавирных сочинений наиболее интересны небольшие пьесы с программными и шутливыми заголовками («Королевская охота», «Giles Farnaby’s Dream, Rest, Humour and Conceit», «Wooddy Cocke», «The Nuwe Sa-Hoo»), танцы (например, Аллеманда для двух вирджиналов, «Спаньолетта»), обработки народных песен. Почти все они известны благодаря Вирджинальной книге Фицуильяма.
Сын Жиля Фарнеби Ричард (около 1594—1623) также был композитором.